# Naissance en 2006
Naissance
- 2002
- 2003
- 2004
- 2005
- 2006
- 2007
- 2008
- 2009
- 2010

Les naissances en 2006 concernent les personnalités nées entre le 1er janvier et le 31 décembre 2006.

## Janvier
- 1er janvier : 
  - Ousmane Camara, footballeur burkinabé.
  - Tobias Slotsager, footballeur danois.
- 2 janvier : Erik Kojzek, footballeur slovène.
- 8 janvier : Martín Landaluce, joueur de tennis espagnol.
- 9 janvier : Mathis Lambourde, footballeur français.
- 10 janvier : Angelina Jordan, chanteuse norvégienne.
- 11 janvier : Tygo Land, footballeur néerlandais.
- 15 janvier : 
  - Max Moerstedt, footballeur allemand.
  - Caleb Yirenkyi, footballeur ghanéen.
- 17 janvier : Dies Janse, footballeur néerlandais.
- 18 janvier : Martim Fernandes, footballeur portugais.
- 20 janvier : Kees Smit, footballeur néerlandais.
- 21 janvier : Charles Herrmann, footballeur allemand.
- 25 janvier : Zakaria Loukili, footballeur suédois.
- 26 janvier : Kim Su-an, actrice sud-coréenne.
- 30 janvier : 
  - Michał Gurgul, footballeur polonais.
  - Bernardo Valim, footballeur brésilien.
- 31 janvier : 
  - Sára Bejlek, joueuse de tennis tchèque.
  - Jesper Reitan-Sunde, footballeur norvégien.
  - Otto Ruoppi, footballeur finlandais.

## Février
- 6 février : Almugera Kabar, footballeur allemand.
- 10 février : Mark Verkuijl, footballeur néerlandais.
- 13 février : David Ezeh, footballeur finlandais.
- 14 février : Keny Arroyo, footballeur équatorien.
- 16 février : 
  - Raúl Jiménez, footballeur espagnol.
  - Kjell Wätjen, footballeur allemand.
- 17 février : Tyler Dibling, footballeur anglais.
- 19 février : 
  - Maher Carrizo, footballeur argentin.
  - Anton Matković, footballeur croate.
- 20 février : 
  - Cole Campbell, footballeur américain.
  - Kornel Lisman, footballeur polonais.
- 22 février : Anders Børset, footballeur norvégien.
- 25 février : Victor Froholdt, footballeur danois.

## Mars
- 1er mars : Daníel Guðjohnsen, footballeur islandais.
- 2 mars : 
  - Bazoumana Touré, footballeur ivoirien.
  - Rodrigo Villalba, footballeur paraguayen.
- 7 mars : Jorrel Hato, footballeur néerlandais.
- 8 mars : Warren Zaïre-Emery, footballeur français.
- 10 mars : 
  - Kyle Alessandro, chanteur norvégien
  - Mike Themsen, footballeur danois.
- 12 mars : 
  - Amin Chiakha, footballeur algérien.
  - Archie Gray, footballeur anglais.
- 15 mars : William Gomes, footballeur brésilien.
- 18 mars : Keita Kosugi, footballeur japonais.
- 19 mars : Bastien Meupiyou, footballeur français.
- 20 mars : Barron Trump, cinquième enfant et troisième fils du 45e président des États-Unis.

## Avril
- 16 avril : Maya Joint, joueuse de tennis australienne.
- 18 avril : Jaylan Pearman, footballeur australien.
- 20 avril : Yasin Özcan, footballeur turc.
- 22 avril : Yōtarō Nakajima, footballeur japonais.
- 24 avril : Uroš Sremčević, footballeur

serbe.
- 26 avril : Kamila Valieva, patineuse russe
- 27 avril : Cat Ferguson, cycliste britannique
- 28 avril : Kiawentiio Tarbell, actrice canadienne.
- 29 avril : Xochitl Gomez, actrice américaine.

## Mai
- 1er mai : Lewis Miley, footballeur anglais.
- 3 mai : 
  - Don-Angelo Konadu, footballeur néerlandais.
  - Toni Majić, footballeur croate.
- 8 mai : Wataru Goto, footballeur japonais.
- 11 mai : Faustino Barone, footballeur uruguayen.
- 12 mai : 
  - Vasilije Adžić, footballeur monténégrin.
  - Kaito Tsuchiya, footballeur japonais.
- 16 mai : Jannik Schuster, footballeur autrichien.
- 17 mai : 
  - Senny Mayulu, footballeur français.
  - Oscar Schwartau, footballeur danois.
- 20 mai : Kōtarō Honda, footballeur japonais.
- 22 mai : Ignacio Vásquez, footballeur chilien.
- 29 mai : Dommaraju Gukesh, joueur d'échecs indien.

## Juin
- 1er juin : Saïmon Bouabré, footballeur français.
- 2 juin: 
  - Mikuláš Konečný, footballeur tchèque.
  - Givairo Read, footballeur néerlandais.
- 3 juin : David Odogu, footballeur allemand.
- 15 juin : Charlie Crew, footballeur gallois.
- 21 juin : Sindre Walle Egeli, footballeur norvégien.
- 22 juin : Dani Díaz, footballeur espagnol.
- 25 juin : Mckenna Grace, actrice américaine.
- 28 juin : Laurel Griggs, actrice américaine († 5 novembre 2019).

## Juillet
- 1er juillet : Muriel Furrer, coureuse cycliste suisse († 27 septembre 2024).
- 4 juillet : Lorran, footballeur brésilien.
- 10 juillet : Jarzinho Malanga, footballeur allemand.
- 17 juillet : Finn Jeltsch, footballeur allemand.
- 19 juillet : 
  - Dani Muñoz, footballeur espagnol.
  - Clervie Ngounoue, joueuse de tennis américaine.

## Août
- 1er août : Filip Živković, footballeur croate.
- 2 août : Héctor Fort, footballeur espagnol.
- 6 août : George Ilenikhena, footballeur franco-nigérian.
- 7 août : Filip Rózga, footballeur polonais.
- 8 août : 
  - Tidiam Gomis, footballeur français.
  - Mikkel Hope, footballeur norvégien.
- 10 août : Candyce Chafa, rameuse d'aviron handisport française.
- 18 août : Summer McIntosh, nageuse canadienne.
- 19 août : Troy Nyhammer, footballeur norvégien.
- 21 août : João Fonseca, joueur de tennis brésilien.
- 25 août : Lennon Miller, footballeur écossais.

## Septembre
- 4 septembre : Dominik Pech, footballeur tchèque.
- 5 septembre : Isak Brusberg, footballeur suédois.
- 6 septembre : Hisahito d'Akishino, fils unique et troisième enfant du prince Fumihito d'Akishino.
- 9 septembre : Faniel Tewelde, footballeur norvégien.
- 12 septembre : 
  - Zackary Arthur, acteur américain.
  - Félix Lebrun, pongiste français.
- 22 septembre : Oliver Lukić, footballeur croate.
- 25 septembre : Noah Darvich, footballeur allemand.
- 26 septembre : 
  - Mikel Gogorza, footballeur danois.
  - Myles Lewis-Skelly, footballeur anglais.

## Octobre
- 5 octobre : Jacob Tremblay, acteur canadien.
- 11 octobre : Isak Alemayehu, footballeur suédois.
- 17 octobre  : Rafael Fente-Damers, nageur français.
- 22 octobre : Sheika Scott, footballeuse internationale costaricienne.
- 24 octobre : Kito Martini, grimpeur français.
- 28 octobre : 
  - Naj Razi, footballeur irlandais.
  - Yoon Do-young, footballeur sud-coréen.

## Novembre
- 2 novembre : Manila Esposito, gymnastique artistique italienne.
- 4 novembre : Angelina Nava, chanteuse française.
- 5 novembre : Linn Kazmaier, biathlète allemande.
- 7 novembre : Branko Pavić, footballeur croate.
- 16 novembre : Alex Shackell, nageuse américaine.
- 29 novembre : DD Osama, rappeur américain.
- 30 novembre : Lazar Jovanović, footballeur serbe.

## Décembre
- 1er décembre : Alan Rybak, footballeur polonais.
- 5 décembre : Ava Kolker, actrice américaine.
- 7 décembre : Baptiste Addis, archer français.
- 21 décembre : 
  - Cooper Flagg, basketteur américain.
  - Giovanni Leoni, footballeur italien.
- 30 décembre : Kaylia Nemour, gymnaste franco-algérienne.

## Date inconnue
- Anika Chebrolu, « meilleure jeune scientifique de l’année » du Challenge Discovery 3M du jeune scientifique.
- Nela la petite reporter, autrice et co-autrice polonaise de livres de voyage pour enfants.